# TRUST (柴咲コウの曲)
『TRUST』(トラスト)は柴咲コウの配信限定シングル

## 概要
配信限定シングルとしては、2020年の『ひとかけら』より約2年振りとなる。
本作のリリースの翌週の12月14日発売のライブ・ビデオ『KO SHIBASAKI Birthday Party 2022 HINOMIKO UTAGE 〜陽の巫女の宴〜』に付属のCDに収録される。
柴咲は本作の曲を初めて聞いた際、以下のように語っている。
初めて聴いた時から、曲の持つ、静謐な世界観が脳内をかけめぐるように入ってきました。壮大な「人の想い」を伝える曲になると確信して「歌いたい」と率直に感じました。過去をすべて抱きしめて未来に歩を進めていく。私から皆さんへの応援歌でもあります。—柴咲コウ
また、本作は公式メンバーシップ「KO CLASS」の会員に呼び掛け、スマートフォンから合唱パートを募集する企画が敢行され、1週間で500人以上の会員がした上で作り上げられた合唱が大きな特徴かつ聴き所となる。
今回、この企画を敢行した理由として柴咲は以下のように語っている。
LIVEとはエネルギーの交換場所だと思っています。それが一番わかりやすく出来るのは表情と声だと改めて感じ、その中で、会場が一体となって歌えるシンガロングパートをご用意しました。早く皆さんと一緒に歌える日がくるのを心待ちにしています。一体感で会場が包まれたら嬉しさのあまり、自分が聴き入って歌わないみたいなことがないように注意しないとですね（笑）。—柴咲コウ

## 収録曲
1. TRUST
作詞・作曲：SiZK, ucio、Ko Shibasaki / 編曲：Akiyoshi Yasuda、Atsutaka Yoshida